# Peron-Halbinsel

Die Shark Bay mit der Peron-Halbinsel

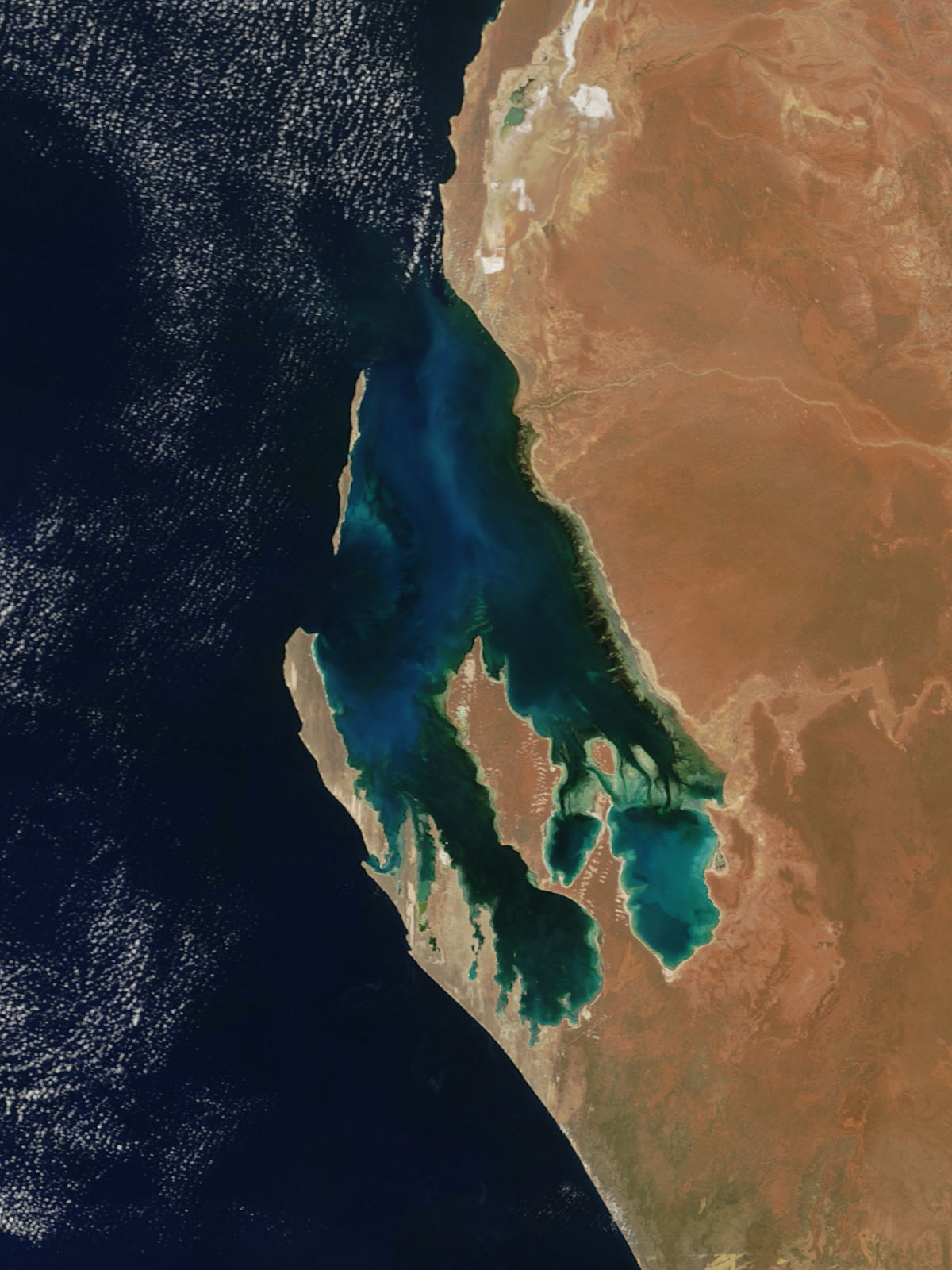
Satellitenbild der Shark Bay mit der Peron-Halbinsel

Die Peron-Halbinsel ist eine langgestreckte Halbinsel, die in der Shark Bay in Western Australia liegt.
Sie ist 130 km lang und erstreckt sich in nordwestlicher Richtung vom Henri Freycinet Harbour und westlich zum Hamelin Pool Marine Nature Reserve und Faure Island.

## Lage
Es handelt sich um die größte Halbinsel in der Shark Bay, auf der die Siedlungen  Denham und Monkey Mia liegen. Auch ein Flughafen, der Shark Bay Airport, befindet sich dort. Die Peron-Halbinsel ist das Gebiet der frühen Siedler der Peron- und der Nangastation.
Die Peron-Halbinsel ist ein bedeutender Bestandteil des Weltnaturerbes der Shark Bay. Das nördlich liegende Gebiet der Halbinsel beinhaltet den François Peron National Park, der vom Shark Bay Marine Park umgeben und im hohen, südöstlichen Teil mit dem Hamelin Pool Marine Nature Reserve verbunden ist.
Die schmalste Stelle der Halbinsel befindet sich zwischen Nanga und Goulet Bluff; dort liegt der Shell Beach, der auf der östlichen Seite in der L'Haridon Bight liegt.
Der nördlichste Punkt der Halbinsel ist das Cape Peron, das nicht mit dem Cape Peron bei Perth zu verwechseln ist.

## Geschichte
Die Halbinsel ist nach dem Naturwissenschaftler François Péron benannt, der dieses Gebiet mit der Baudin-Expedition in den Jahren 1801 bis 1803 erreichte. Die Halbinsel wurde ab 1880 zur Schafszucht landwirtschaftlich genutzt, bis das Land im Jahr 1990 durch die Regierung aufgekauft wurde.

## Peron Homestead Artesian Bore
Die Peron Historical Homestead mit einem Besucherzentrum befindet sich in der Nähe von Denham. Die Peron-Halbinsel ist Teil des Carnarvon-Beckens, einem geologischen Sedimentationsbecken, das mit Süßwasser gefüllt ist. Während der frühen 1900er Jahre wurden Bohrungen durchgeführt, um eine größere und qualitätsvollere Wassermenge zu erhalten. Das gewonnene artesische Wasser war 35–60 °C heiß und hatte einen hohen Salz- und Mineralgehalt.